# Mordano
Mordano (emilián nyelven Murdàn, romanyol nyelven Murdè vagy Murdèn) település Olaszországban, Emilia-Romagna régióban, Bologna megyében. Lakosainak száma 4593 fő (2023. január 1.). Mordano Imola, Lugo, Bagnara di Romagna és Massa Lombarda községekkel határos.

## Népesség
A település lakossága az elmúlt években az alábbi módon változott:
| Lakosok száma | 4732 | 4692 | 4593 |
|               | 2017 | 2018 | 2023 |

## Testvérvárosok
Mezőhegyes